# Keratoisis profunda
Keratoisis profunda är en korallart som först beskrevs av Wright 1885.  Keratoisis profunda ingår i släktet Keratoisis och familjen Isididae. Inga underarter finns listade i Catalogue of Life.